# 郭日修
郭日修（1924年—），别名郭舜民，男，江西南昌人，中国船舶结构力学专家，曾任中国人民解放军海军工程学院教授、博士生导师，第三届全国人大代表。